# Білківська сільська рада (Довбишський район)
Білківська сільська рада — колишня адміністративно-територіальна одиниця та орган місцевого самоврядування у Довбишському (Мархлевському, Щорському) і Червоноармійському районах Волинської округи, Київської та Житомирської областей УРСР з адміністративним центром у с. Білка.

## Населені пункти
Сільській раді на момент ліквідації були підпорядковані населені пункти:
- с. Білка

## Населення
Станом на 1927 рік, кількість населення сільської ради складала 575 осіб, з них 244 (42.4 %) — особи польської національності. Кількість селянських господарств — 122.
Кількість населення ради, станом на 1931 рік, становила 629 осіб.

## Історія та адміністративний устрій
Утворена 1 вересня 1925 року, як польська національна сільрада, у складі новоствореного Довбишського (згодом — Мархлевський) району, в селі Білка Лугської сільської ради Пулинського району Житомирської округи.
17 жовтня 1935 року, відповідно до постанови ЦВК СРСР «Про розформування Мархлевського і Пулинського районів і про утворення Червоноармійського району Київської області», утворено Червоноармійський район з Білківською сільрадою в складі.
14 травня 1939 року, відповідно до указу Президії Верховної ради УРСР «Про утворення Щорського району Житомирської області», сільська рада увійшла до складу новоствореного Щорського (згодом — Довбишський) району.
Відповідно до інформації довідника «Українська РСР. Адміністративно-територіальний поділ», станом на 1 вересня 1946 року сільрада входила до складу Довбишського району, на обліку в раді перебувало с. Білка.
11 серпня 1954 року, відповідно до указу Президії Верховної ради УРСР «Про укрупнення сільських рад по Житомирській області», сільську раду було ліквідовано, с. Білку включено до складу Старомайданської сільської ради Довбишського району Житомирської області.